# کریستین اند د کوئینز
هلویز آدلاید لو تیسیه (به فرانسوی: Héloïse Adélaïde Letissier) که به‌طور حرفه‌ای با نام کریستین اند د کوئینز (انگلیسی: Christine and the Queens) یا گهگاه به‌سادگی با نام کریس شناخته می‌شود، خوانندهٔ و ترانه‌سرای فرانسوی می‌باشد که از ۲۰۰۸ تا کنون مشغول فعالیت بوده است. ترانه سنت کلاد از وی در چارت فرانسه به رتبه چهار رسید و پس از آن ترانه کریستین نیز به رتبه سه رسید. تنها آلبوم استودیوی‌اش «گرمای انسان» (به فرانسوی: Chaleur humaine) نام دارد که به رتبه دو در فرانسه، یک در بلژیک، و دو در بریتانیا رسید.

## زندگی شخصی

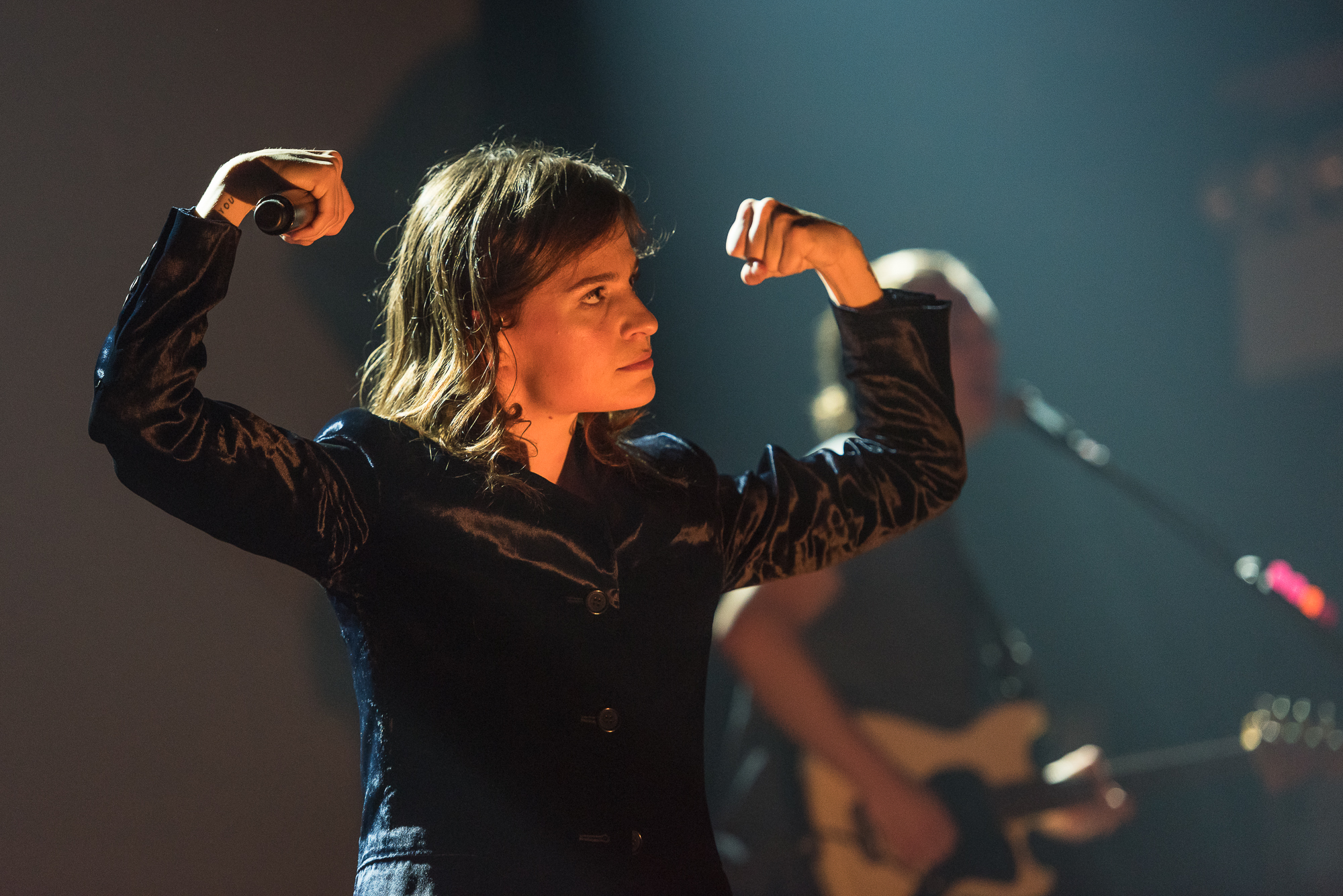
کریستین اند د کوئینز در كنسرت ۱۵ نوامبر

کریستین همه‌جنس‌گرا است. در یک مصاحبه در اکتبر سال ۲۰۱۹ با مجله اتیتیود، وی بیان کرد که یک جندرکوییر می‌باشد.